# Junko Okuda
Junko Okuda (奥田順子 Okuda Junko?,  nacida el 11 de julio de 1982 en Kōbe) es una cantante y modelo japonesa.
Ella es un miembro de JAM, una unidad de las modelos japoneses de Junko Okuda, Ami Haruna y Misako Murakami.
Su apodo es Jun-chan.

## Perfil
- Nombre verdadero y nombre de modelo: Junko Okuda (奥田 順子)
- Fecha de nacimiento: 11 de julio de 1982
- Lugar de nacimiento: Kōbe, Japón
- Altura: 165cm
- Peso: 47kg
- Pasatiempo: shopping y gastronomía
- Especialidad: patinaje artístico sobre hielo

## Discografía
- Jam Trance  (álbum musical)